# Julia Hamari
Julia Hamari, zam. Anlauf (ur. 21 listopada 1942 w Budapeszcie) – węgierska śpiewaczka operowa, mezzosopran.

## Życiorys
W dzieciństwie uczyła się gry na fortepianie, w 1958 roku rozpoczęła lekcje śpiewu u Fatime Martin. W latach 1961–1966 studiowała w Akademii Muzycznej im. Ferenca Liszta w Budapeszcie u Jenő Siposa i Oszkára Maleczky’ego. W 1964 roku zdobyła I nagrodę w konkursie muzycznym im. Ferenca Erkela. Zadebiutowała na scenie w 1966 roku, występując jako solistka w Pasji według św. Mateusza Johanna Sebastiana Bacha pod batutą Karla Richtera. W tym samym roku wystąpiła w Rzymie pod batutą Vittorio Guiego, wykonując rolę solową w Rapsodii op. 53 Johannesa Brahmsa. W latach 1966–1967 kontynuowała studia w Hochschule für Musik und Darstellende Kunst w Stuttgarcie. W 1967 roku wystąpiła na festiwalu w Salzburgu. W 1972 roku debiutowała w Stanach Zjednoczonych, występując jako solistka z Chicago Symphony Orchestra. W latach 1973–1974 współpracowała ze scenami operowymi w Düsseldorfie i Duisburgu. W 1979 roku wystąpiła na festiwalu operowym w Glyndebourne jako Celia w La fedeltà premiata Josepha Haydna. W 1982 roku kreowała rolę Rozyny w Cyruliku sewilskim Gioacchino Rossiniego na deskach nowojorskiej Metropolitan Opera.
Dysponowała silnym głosem i perfekcyjną techniką wokalną, umożliwiającymi jej wykonywanie trudnych partii koloraturowych w operach Gioacchino Rossiniego (Włoszka w Algierze, Cyrulik sewilski, Kopciuszek, Hrabia Ory). Do jej największych sukcesów scenicznych należało wykonanie partii Sekstusa w Łaskawości Tytusa W.A. Mozarta na scenie opery w Kolonii pod batutą Istvána Kertésza. Kreowała m.in. partie Cherubina w Weselu Figara, Dorabelli w Così fan tutte, Carmen w Carmen czy Oktawiana w Kawalerze srebrnej róży. Występowała pod batutą takich dyrygentów jak Carlo Maria Giulini, Claudio Abbado, Riccardo Muti, Eugen Jochum, Antal Doráti, Georg Solti, Rafael Kubelík i Helmuth Rilling. Poza rolami operowymi w jej repertuarze znajdowały się dzieła oratoryjne oraz pieśni takich twórców jak Claudio Monteverdi, Johann Sebastian Bach i Giuseppe Verdi. Dokonała licznych nagrań płytowych dla wytwórni Deutsche Grammophon, EMI, Decca, Philips i Hungaroton.